# 아타리 (1993년~현재)
아타리(Atari, Inc.)는 아타리 SA의 미국 자회사이자 배급사이다. 1993년 굿타임즈 홈 비디오의 비디오 게임 퍼블리싱 부문인 GT 인터랙티브(GT Interactive Software Corp.)로 설립된 이 회사는 이후 1999년 인포그램즈(Infogrames)에 의해 대부분 인수되었다. 나중에 Infogrames, Inc.로 이름이 변경됨) 2001년 아타리 브랜드에 대한 권리를 소유한 하스브로 인터랙티브를 인수한 인포그램즈는 2003년 5월에 아타리(Atari, Inc.)라는 이름으로 알려지게 되었다. 2008년 10월 11일에 인포그램즈는 아타리 인수를 완료하여 전액 출자 자회사가 되었다.
인포그램즈에 인수되기 전에 GT 인터랙티브는 최초의 언리얼 (1998년 비디오 게임), 둠 2 (비디오 게임), 퀘이크 (비디오 게임), 드라이버와 같은 게임을 퍼블리싱하고 리플렉션스 인터랙티브(Reflections Interactive) 및 레전드 엔터테인먼트(Legend Entertainment)와 같은 개발사를 인수한 것으로 유명했다.

## 같이 보기
- 비디오 게임의 역사